# Weißer Turm (Wölfersheim)

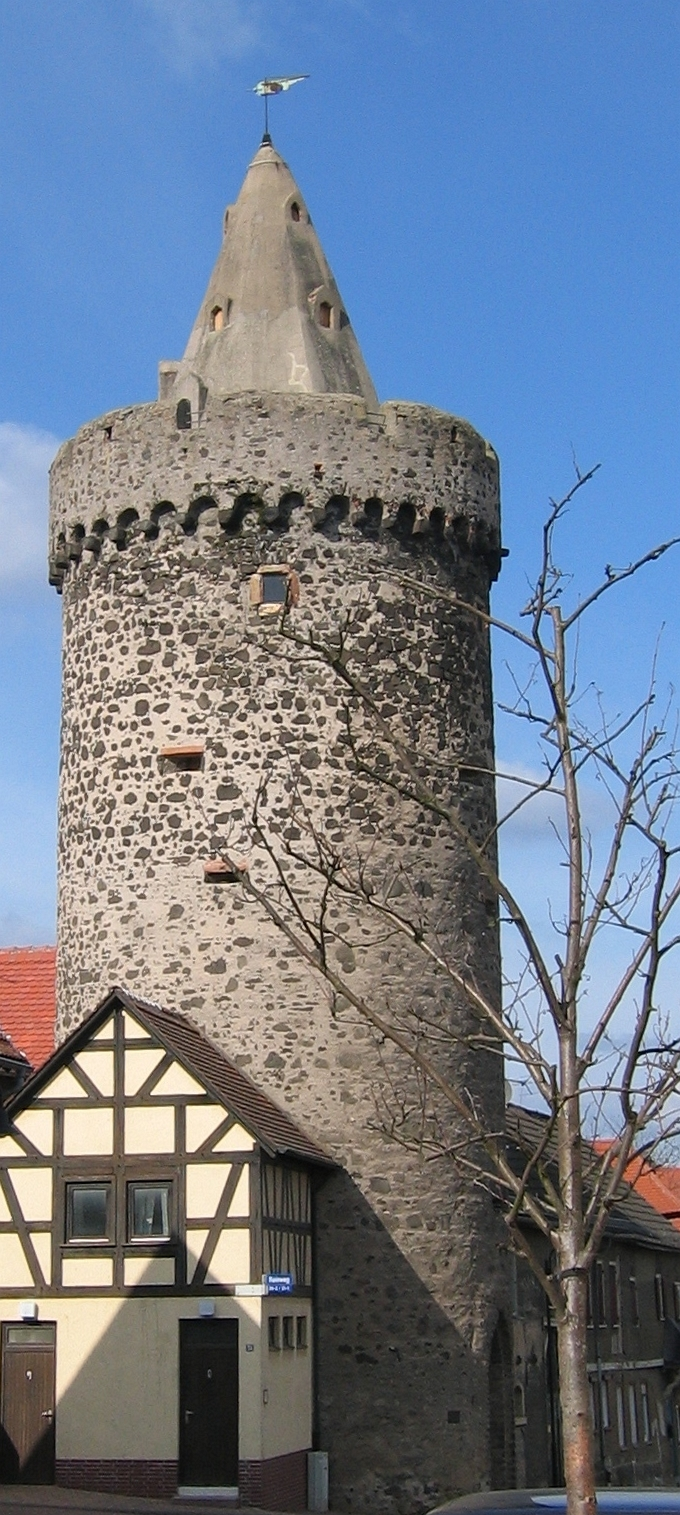
Weißer Turm Wölfersheim

Der Weiße Turm ist das Wahrzeichen des Ortsteils Wölfersheim in der gleichnamigen Gemeinde im Wetteraukreis in Hessen. Der Rundturm mit Steinhelm und Wehrgang war mit seiner Höhe von 27 Metern das größte Bauwerk der im Jahre 1408 mit dem Weißen Turm vollendeten Stadtbefestigungsanlage von Wölfersheim.

## Geschichte
Die Fertigstellung des Turmes erfolgte im Jahre 1408.
Der ursprüngliche Eingang in zehn Metern Höhe befindet sich auf der Höhe der ehemaligen Stadtmauer und wird demnächst wieder zugänglich gemacht. An der Nordseite des Turms ist dieser Eingang und die Stelle, an dem der Turm gerade und nicht rund, ist zu erkennen. Er ist an dieser Stelle gerade, weil die Stadtmauer dort entlang verlief und weil er, wie auch bei den drei anderen ehemaligen Wehrtürmen von Wölfersheim, zum Ort hin offen gelassen wurde. Dies zeigt auch, dass sich der Turm außerhalb der Mauer befand.
Am Weißen Turm war früher die einzige Einfahrt in das befestigte Wölfersheim, die sogenannte alte Pforte, die über die nicht mehr vorhandene Brücke führte. Erst 1550 wurde an dem heutigen Lindenbaum eine neue Pforte in die Stadtmauer gebrochen.
Bewährungsproben für die Befestigungsanlage, und somit auch für den Weißen Turm, waren die drei Angriffe aus dem Jahr 1425 von der Stadt Butzbach. Die Butzbacher holten dafür sogar die Kanonen von ihrer Stadtmauer.

## Architektur
Er ist 26,5 Meter hoch und hat 96 Stufen. Der Durchmesser beträgt 8,5 Meter, darunter die Mauerdicke 1,6 bis 2,2 Meter und der Innendurchmesser 4,5 bis 5,5 Meter. Die gute Erhaltung des Turms lässt sich wohl aus der weiteren Nutzung begründen. Als durch moderne Waffen die Befestigung nur noch bedingt schützte, nutzte man den Wehrturm im Erdgeschoss als Gefängnis.

## Sonstiges
Im Jubiläumsjahr 2008 wurde mit mehreren Veranstaltungen und einem Festwochenende „600 Jahre Weißer Turm“ gefeiert. In der Weihnachtszeit wird über dem Wehrgang und dem Turmhelm eine Lichterkette gehängt. Sie schaltet sich dann jeden Tag um 16.15 Uhr ein und leuchtet bis 22.00 Uhr/23.00 Uhr.